# Generování grupy
Generování grupy je matematický pojem z teorie grup. Je speciálním případem obecného pojmu generování, který popisuje, kdy je nějakou matematickou strukturu možné vytvořit z její vlastní části pomocí jistých operací.

## Definice
Mějme grupu {\displaystyle G\!}. O množině {\displaystyle A\subseteq G} říkáme, že generuje grupu {\displaystyle G\!}, pokud pro každé {\displaystyle g\in G} existují prvky {\displaystyle a_{i},i=1,2,...,n\!}, takové, že {\displaystyle a_{i}\in A} nebo {\displaystyle a_{i}^{-1}\in A} pro všechna {\displaystyle i=1,2,...,n\!}, a platí {\displaystyle g=a_{1}\circ a_{2}\circ ...\circ a_{n}}.
Některé z prvků {\displaystyle a_{i}} přitom mohou mít stejnou hodnotu.
O grupě {\displaystyle G\!} také hovoříme jako o grupě generované množinou {\displaystyle A}.
Každý prvek množiny {\displaystyle A} je označován jako generátor grupy.
Grupa generovaná jednoprvkovou množinou se nazývá cyklická grupa.